# Roger Palmgren
Roger Lennart Palmgren (Stoccolma, 11 marzo 1963) è un allenatore di calcio e dirigente sportivo svedese.